# 竹桃霉素
竹桃霉素是一种大环内酯类抗生素。该抗生素由细黄链霉菌（Streptomyces antibioticus）合成，其抗菌谱与红霉素相同，但抗菌能力较红霉素弱。竹桃霉素与红霉素有不完全的交叉耐药性，有时可对耐红霉素的菌株有效。竹桃霉素易溶于甲醇、乙醇、丙酮、氯仿或稀盐酸，但在几乎不溶于水。竹桃霉素常用于治疗有敏感细菌引起的鼻窦炎、中耳炎及支气管炎等疾病。
由法国Rosa-Phytopharma公司生产的竹桃霉素（与四环素联合）曾一度以商品名“Sigmamycine”销售。